# Piotr Herburt (zm. 1586)
Piotr Herburt (zm. 1586) – wojewoda podolski (1586), syn Stanisława Herburta i Katarzyny Barzy (Barzi).

## Życiorys
W młodości wiele podróżował.
Brat Erazma i Stanisława.